# فيروبورين

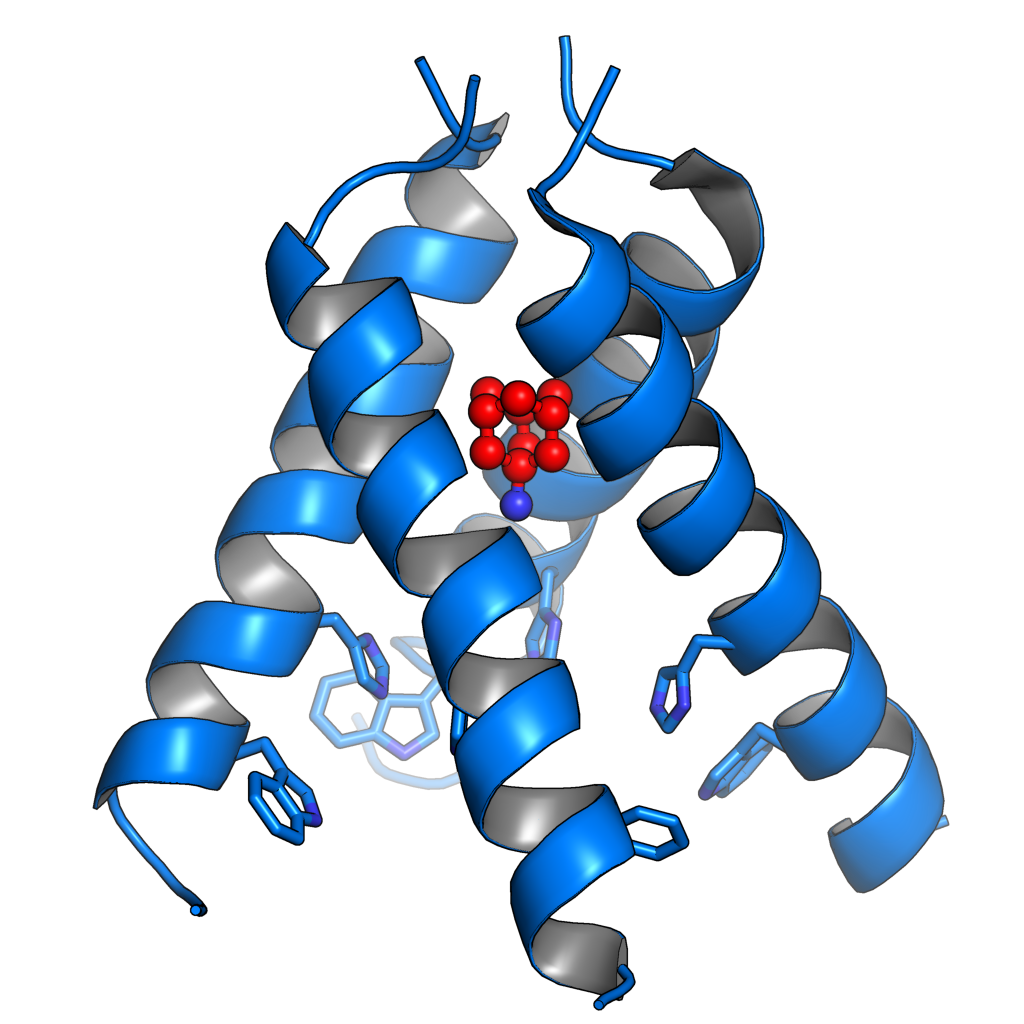
البروتين عبر الغشائي M2 رباعي القسمات اللولبي الخاص بالإنفلونزا أ، الذي يعمل كقناة بروتون في مركب مع العقار الحاجب للقناة أمانتادين (ظاهر بالأحمر). وحدات التريبتوفان والهستيدين عالية الانحفاظ المعروف بأنها تلعب أدوارا رئيسية في توسط نقل البروتون موضحة على شكل عصي..

الفيروبورين أو البورين الفيروسي (بالإنجليزية: Viroporin)‏ هو بروتين فيروسي صغير متعدد الوظائف، كاره للماء عادة، يقوم بتعديل الأغشية الخلوية ويسهل تحرير الفيروس من الخلايا المصابة. البورينات الفيروسية قادرة على التجمع إلى قنوات أيونية أو بورينات قليلة القسيمات في غشاء الخلية المضيفة، وهو ما يجعل الغشاء أكثر نفاذية وبالتالي يسهل خروج الفيروسات من الخلية. تملك العديد من البورينات الفيروسية كذلك تأثيرات إضافية على الأيض الخلوي والاستتباب المتوسط بتآثرات البروتين-بروتين مع بروتينات الخلية المضيفة. البورينات الفيروسية ليست لازمة لتكاثر الفيروس، لكنها تحسن معدلات التضاعف والنمو. تتواجد البورينات الفيروسية في مجموعة متنوعة من الجينومات الفيروسية ولكنها شائعة بشكل خاص لدى فيروسات الرنا. تعبِّر العديد من الفيروسات التي تسبب أمراضا للبشر عن هذه البورينات الفيروسية ومنها: فيروس التهاب الكبد سي [الإنجليزية]، فيروس عوز المناعة البشري 1، فيروس الأنفلونزا أ، فيروس شلل الأطفال، الفيروس المخلوي التنفسي وسارس-كوف.